# Trogirski kanal
Trogirski kanal – kanał morski w Chorwacji, pomiędzy stałym lądem a wyspą Čiovo, część Morza Adriatyckiego.
Łączy zatoki Trogirski zaljev i Kaštelanski zaljev. Jego wymiary to 4 × 1,2 km, a maksymalna głębokość wynosi 15 m. Nad kanałem wybudowano most zwodzony łączący Trogir z wyspą Čiovo.